# Deklinograph
Deklinograph (auch Deklinometer) ist eine 1878 vom Berliner Feinmechaniker Rudolf Fuess konstruierte Vorrichtung zur graphischen Aufzeichnung von Deklinationsdifferenzen in der Astronomie.
Der Deklinograph besitzt zwei Stahlspitzen:
- die eine ist verbunden mit dem beweglichen Faden des Unpersönlichen Mikrometers, der zur Deklinationseinstellung dient,
- die andere mit den festen Teilen des Okularstücks.

Gegen diese Spitzen wird im Augenblick der Einstellung ein Papierstreifen gedrückt; der Abstand der beiden von den Spitzen gemachten Marken, der später ausgemessen werden kann, gibt die Deklinationsdifferenz.